# سبخة قربة

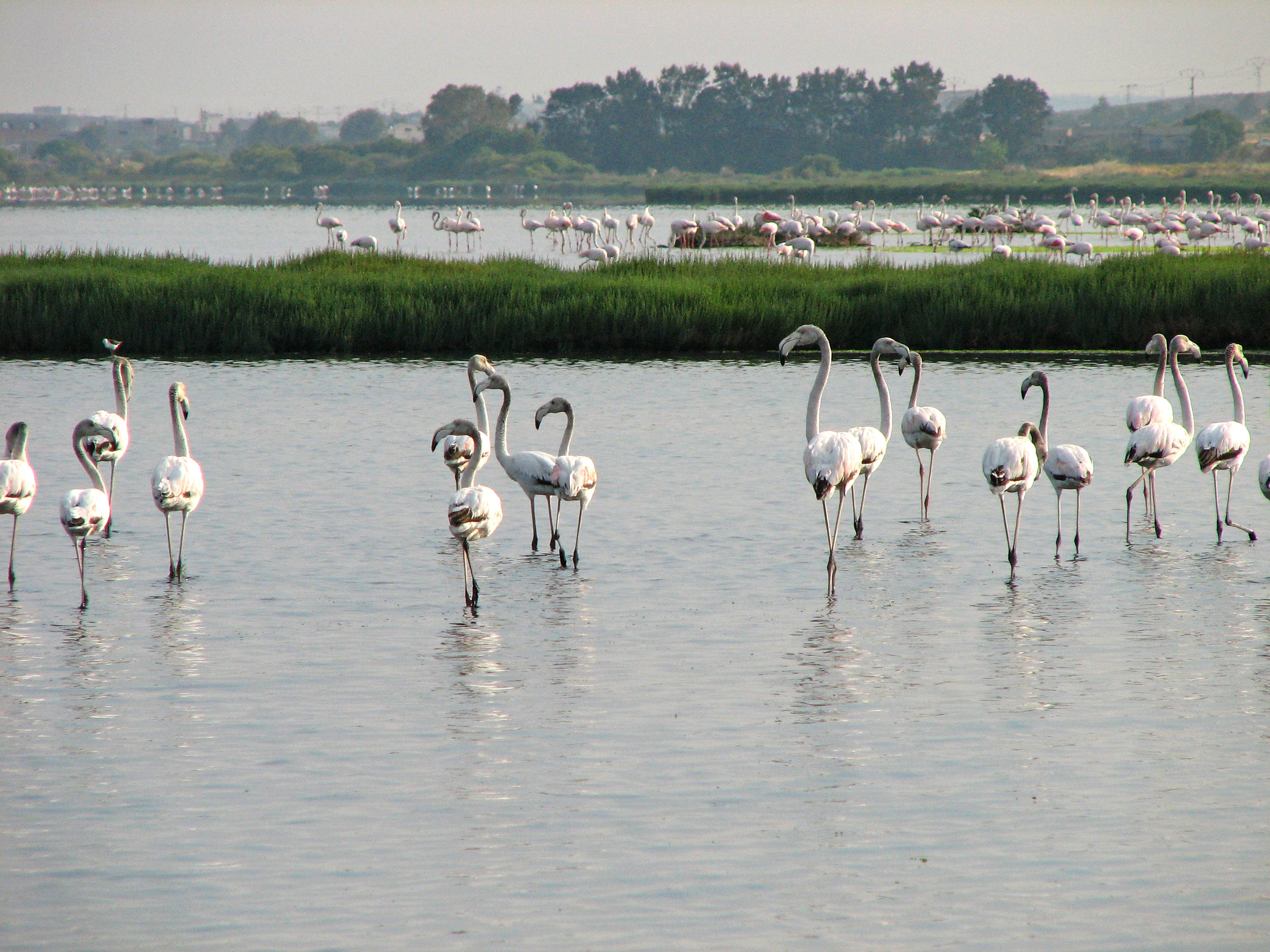
النحام الوردي في سبخة قربة

سبخة قُرْبَة سبخة ساحلية ضيّقة، تقع بالضفة الشرقية للوطن القبلي (ولاية نابل)، بين مدينتي قربة ومنزل تميم. يبلغ طولها 12 كم ولا يتعدى عرضها 400 م، وتبلغ مساحتها 1200 هكتارًا. وهي قريبة من البحر إلا أنها غير متصلة به. صنفت سبخة قربة ضمن المواقع المحمية نتيجة استقبالها لأعداد كبيرة من الطيور (النحام الوردي، البلشون، الخواض، النورس، الخرشنة، الحذف) ووجود أنواع نادرة من النباتات المتوسطية.
| سبخة قربة |